# Municipio Unión de San Antonio
Koordinaten: 21° 8′ N, 102° 0′ W
Unión de San Antonio ist ein Municipio im mexikanischen Bundesstaat Jalisco in der Región Altos Norte. Das Municipio hatte beim Zensus 2010 17.325 Einwohner; die Fläche des Municipios beträgt 730,7 km².
Größter Ort im Municipio und Verwaltungssitz ist das gleichnamige Unión de San Antonio. Weitere Orte mit zumindest 1000 Einwohnern sind Tlacuitapan und San José del Caliche. Das Municipio umfasst insgesamt 144 Ortschaften.
Das Municipio Unión de San Antonio grenzt an die Municipios San Juan de los Lagos, Lagos de Moreno, San Diego de Alejandría und San Julián sowie an den Bundesstaat Guanajuato.
Das Gemeindegebiet liegt großteils auf 1800 m bis 2200 m Höhe. Etwa 45 % der Gemeindefläche werden landwirtschaftlich genutzt, 35 % der Fläche sind Weideland, 17 % sind bewaldet.